# ParisBerlin
ParisBerlin war ein deutsch-französisches Nachrichtenmagazin, das von 2004 bis 2018 aus europäischer Perspektive über das deutsche und französische Tagesgeschehen berichtet hat. Das Magazin vertrat ein dynamisches zweisprachiges Konzept, das auf traditionelle Übersetzung verzichtete. ParisBerlin informierte jeden Monat über Entwicklungen und Hintergründe aus den Bereichen Politik, Wirtschaft, Gesellschaft, Kultur und Medien.

## Geschichte
ParisBerlin wurde 2004 von Pierre Janin gegründet, der lange Jahre als Korrespondent in Deutschland für zahlreiche französische Medien tätig war: „Wir sind von der Wichtigkeit der deutsch-französischen Beziehungen für Europa überzeugt. Unser Schicksal ist nicht nur die Sache der verantwortlichen Politiker“, schrieb Janin im Leitartikel der ersten Ausgabe. Diese war nur 40 Seiten stark. Zunächst erschien das Magazin lediglich auf Französisch und konzentrierte sich auf Deutschland und die deutsch-französischen Beziehungen. Ursprünglich wollte Janin noch ein zweites Magazin mit dem Namen „BerlinParis“ gründen, um über das tagespolitische Geschehen in Frankreich zu berichten. Nach und nach wurde ParisBerlin aber zu einem halb französischen, halb deutschen Magazin geworden: Artikel über Deutschland erscheinen dabei auf Französisch, diejenigen über Frankreich hingegen auf Deutsch. ParisBerlin unterhält zwei Redaktionen: Die französische befindet sich in Paris, in der Rue de Turin im 8. Arrondissement. Die deutsche Redaktion hat ihren Sitz im Berliner Bezirk Mitte in der Choriner Straße 10.

## Aufgabe und Entwicklung
Die Artikel, die in ParisBerlin erschienen, behandelten wirtschaftliche, politische aber auch gesellschaftliche und kulturelle Themen aus deutsch-französischer und europäischer Sicht. Auch private Initiativen, die Kultur, Lebensweise, Literatur, Theater oder Kino des jeweiligen Nachbarlands betreffen, wurden durch ParisBerlin einem breiteren Publikum präsentiert.
Im Jahr 2008 hat die All Contents GmbH, eine Werbeagentur mit interkulturellem Schwerpunkt, das Magazin übernommen. All Contents legte besonderes Augenmerk auf politische und wirtschaftliche Themen. In ParisBerlin erschienen daher auch vermehrt Interviews mit wichtigen Persönlichkeiten aus Politik und Wirtschaft, wie beispielsweise Alain Minc, Andrea Nahles, Francis Mer, Jean-François Copé, Jean-Marc Ayrault, Jürgen Trittin, Élisabeth Badinter, Werner Hoyer, Volker Kauder, Laurent Wauquiez oder Daniel Cohn-Bendit.
Im April 2011 (#63) führte der französische Herausgeber Olivier Breton ein verändertes Logo und eine neue redaktionelle Linie ein, die europäischen Themen mehr Raum gab. In einem Leitartikel beschreibt er dies folgendermaßen: „In Anbetracht der erstaunlichen aktuellen Ereignisse wollen auch wir auf unsere Art und Weise an diesen Entwicklungen teilhaben. (…) Heute, da viele Politiker die Wichtigkeit der deutsch-französischen Beziehungen (nach einigen Jahren der Verwirrung) wieder begriffen zu haben scheinen; da wir uns in immer mehr Bereichen einander annähern; da zahlreiche gemeinsame Projekte, wie beispielsweise die Agenda 2020, immer schneller und ohne Rücksicht auf die Kosten voranschreiten; und da wir von vielen Seiten Unterstützung erfahren, steht uns das Ziel deutlicher denn je vor Augen: Wir wollen die Zukunft verstehen, sie mit Verantwortungsgefühl und Intelligenz begleiten und die gemeinsame Vision verteidigen, die wir, als Deutsche und Franzosen, mit ihr verbinden. Unser deutsch-französisches Modell kann unter bestimmten Bedingungen ein Vorbild sein. Es muss in den Augen Europas und der Welt Respekt und Begierde wecken und den Beweis dafür leisten, dass unsere tiefen und grundsätzlichen Unterschiede zum Wohle beider Länder entschärft und überwunden worden sind. Dabei sollten wir aber auch nicht übersehen, dass unsere einzigartige und daher empfindliche Allianz uns vor unseren jeweiligen Schwächen schützt.“ In diesem Sinne analysierte und verglich ParisBerlin die Unterschiede zwischen den europäischen Staaten und versuchte zum gegenseitigen Verständnis und Austausch beizutragen. Vier Jahre lang bis zum April 2015 stand dafür die Chefredakteurin Cécile Calla.
Das Magazin war in sechs Rubriken unterteilt, die es den Lesern erleichtern sollten, die Europäische Union und die deutsch-französischen Beziehungen besser zu verstehen.
- Die „Debatte des Monats“ setzte sich mit deutsch-französischen und europäischen Fragestellungen auseinander;
- die Rubrik „Leben“ beschrieb in Porträts und Reportagen den Alltag und das Leben der EU-Bürger;
- die Rubrik „Denken“ untersucht und analysiert aktuelle öffentliche Debatten;
- die Rubrik „Entwickeln“ stellte das Europa von Morgen in Frage und konzentrierte sich auf politische und wirtschaftliche Projekte;
- die Rubrik „Entdecken“ berichtete über die europäische Kulturszene;
- im „Dossier“ wurden Sonderthemen wie beispielsweise „Lobbys“ (PB #98, Mai 2014) oder „Wohin steuert die Autobranche?“ (PB #91, xx 2014) beleuchtet.

## Funktionsweise und Perspektiven
ParisBerlin erschien zeitweise monatlich und war an die 100 Seiten stark. Es wurde von einem Team aus fünf Vollzeit-Beschäftigten und zwanzig freien Journalisten auf beiden Seiten des Rheins erstellt. Dabei waren die Journalisten in Deutschland französischer und die in Frankreich deutscher Herkunft. Im Jahr 2009 wurde eine zweite Redaktion in Berlin gegründet.
Dank seiner 4.500 Abonnenten in ganz Europa, vermehrter Werbemaßnahmen und seiner Bindung an die interkulturelle Kommunikationsagentur All Contents GmbH, die mit dem Magazin Büros, Material und das Kreativ-Team teilt, konnte sich ParisBerlin bis 2018 weiterhin behaupten. Das Magazin finanzierte sich außerdem über die Beiträge der Mitglieder des Clubs ParisBerlin, eines von Daniel Cohn-Bendit geförderten Think Tanks, der sieben führende Betriebe und Institutionen aus Deutschland und Frankreich vereinigt. Diese versammeln sich regelmäßig, um über die Zukunft von Deutschland und Frankreich zu debattieren.
ParisBerlin stellte an sich selbst den Anspruch, im Dienste eines Europas zu stehen, das sich auf den deutsch-französischen Motor verlassen kann. Das Magazin arbeitete beständig daran, seinen Einfluss- und Wirkungsbereich zu erweitern und profitierte ebenfalls von einer Wiederbelebung des Weimarer Dreiecks bzw. der Hinwendung zu Polen.

## Vertrieb
ParisBerlin war im Abonnement erhältlich und wurde der Leserschaft außerdem an ausgewählten Orten mit Verbindung zum deutsch-französischen Milieu zur Verfügung gestellt. Das Magazin war ebenfalls in Deutschland, Frankreich, Belgien, Luxemburg und Österreich in Zeitschriftenkiosks erhältlich.